# Ensenada del Norte
Ensenada del Norte (en inglés: Concordia Bay) se encuentra en la costa norte de la Isla Soledad en las islas Malvinas. Se encuentra entre la Bahía Sucia y bahía de la Maravilla. También está cerca de Cabo Leal, y el extremo norte del Estrecho de San Carlos.
Se comunica con el seno de Borbón por medio del paso Tamar.